# John Simm
John Ronald Simm (født 10 Juli 1970 i Leeds, West Yorkshire) er en engelsk musiker og skuespiller. Han er bedst kendt for sine roller i de to prisvindende BBC shows Doctor Who (hvor han spiller den nyeste inkarnation af The Master) og Life on Mars (hvor han spiller hovedpersonen Sam Tyler). 

## Personlige Data
John Simm giftede sig med skuespilleren Kate Magowan i April 2004. De har to børn, Ryan og Molly. 
Desuden er Simm stor Manchester United fan.

## Film
- Boston Kickout (1995)
- Diana & Me (1997)
- Understanding Jane (1998)
- Human Traffic (1999)
- Wonderland (1999)
- 24 Hour Party People (2002)
- Miranda (2002)
- Tuesday (2008)

## TV
- Rumpole of the Bailey (1992)
- Oasis (1992)
- Heartbeat (1993)
- A Pinch of Snuff (1994)
- Men of the World (1994)
- Meat (1994)
- Cracker (UK TV series)|Cracker (1995)
- The Locksmith (1997)
- The Lakes (TV series)|The Lakes Sæson 1 (1997)
- The Lakes Series 2 (1999)
- Never Never (2000)
- Clocking Off (2000)
- Forgive and Forget (2000)
- Spaced (2001)
- Crime and Punishment (2002)
- Magic Hour (2002)
- White Teeth (2002)
- State of Play (2003)
- Sex Traffic (2004)
- Imperium: Nerone (2004)
- London (2004)
- The Canterbury Tales (2004)
- Blue/Orange (2005)
- Life on Mars som DCI/DI Sam Tyler (2006–07)
- The Yellow House som Vincent van Gogh (2007)
- Doctor Who som The Master/Harold Saxon (2007)
- The Devil's Whore som Edward Sexby (2008)
- Skellig (film) som Dave (2009)